# Mallerenga ventregroga
La mallerenga ventregroga o mallerenga de ventre groc (Pardaliparus venustulus) és una espècie d'ocell passeriforme que pertany a la família Pàrids endèmica de la Xina.

## Distribució i hàbitat
Es troba únicament a l'est de la Xina.
L'hàbitat natural són els boscos temperats i subtropicals.